# Мамбосаса, Джордж
Джордж Мамбосаса (англ. George Mambosasa; род. 30 июля 1965) — малавийский легкоатлет, специалист по бегу на длинные дистанции и марафону. Выступал на профессиональном уровне в 1980-х годах, призёр ряда крупных международных стартов, участник двух летних Олимпийских игр.

## Биография
Джордж Мамбосаса родился 31 января 1964 года.
Впервые заявил о себе в лёгкой атлетике на международном уровне в сезоне 1984 года, когда вошёл в состав малавийской сборной и удостоился права защищать честь страны на летних Олимпийских играх в Лос-Анджелесе. На предварительном квалификационном этапе бега на 5000 метров показал время 14:48.08, чего оказалось недостаточно для выхода в полуфинальную стадию соревнований, тогда как в программе марафона с личным рекордом 2:46:14 занял 74-е место.
Будучи студентом, в 1985 году представлял Малави на Всемирной Универсиаде в Кобе — в дисциплине 5000 метров в финал не вышел, в марафоне сошёл с дистанции.
В 1986 году бежал 1500 и 5000 метров на Играх Содружества в Эдинбурге, во втором случае показал 13-й результат.
Принимал участие в Олимпийских играх 1988 года в Сеуле, причём являлся знаменосцем малавийской делегации на церемонии открытия. В дисциплине 5000 метров, несмотря на личный рекорд 14:30.01, в финал не вышел. В марафоне сошёл с дистанции.
В 1990 году отметился выступлением на Играх Содружества в Окленде, в беге на 5000 метров с результатом 14:51.58 остановился на предварительном квалификационном этапе.